# Norte de Queensland
O Norte de Queensland é uma região que compreende parte norte do estado australiano de Queensland. Queensland é um estado grande, maior do que muitos países, e a parte norte tropical dele foi historicamente remota e não desenvolvida, resultando em um aspecto regional distinto.
Townsville é o maior centro urbano de lá, sendo considerada uma capital não oficial. A região tem uma população de 231.628 e cobre 80.041,5 km.